# Blanc (album de Julie Zenatti)
Pour les articles homonymes, voir Blanc (homonymie).
Albums de Julie Zenatti
Plus de diva
Blanc est le sixième album de Julie Zenatti sorti le 30 mars 2015. 
D’où je viens en est le premier extrait, suivi de Les amis (disponible en EP).

## Style musical
L'album Blanc est un retour aux sources de variété française pour Julie Zenatti, il fait suite à Plus de diva sorti en 2010.  L'album évoque sa nouvelle vie de mère, le passage du cap de la trentaine, les relations familiales ou amicales mais aussi son parcours depuis ses débuts.

## Pistes
L'album est composé de seize titres dont un inédit et un duo avec Grégoire.
1. Là où nous en sommes - Cécile Gabrié,/Julie Zenatti - Jean-Marc Haroutiounian, M. Albert
2. D'où je viens - Julie Zenatti/Tina Harris - F. Closen, T. Nissen
3. La force des liens - François Welgryn - Marc Demais
4. Les amis - Da Silva - Fredéric Fortuny
5. Blanc - Da Silva
6. Pars sans rien dire - A. Quatrefages/Julie Zenatti - Patrick Fiori
7. A l'ouest - Da Silva
8. La vérité - Da Silva - Frédéric Fortuny
9. Presque - François Welgryn - Davide Esposito
10. Si tu veux savoir - E. Anthony/M. Dulac - E. Anthony
11. La contemplation - Da Silva
12. Je ne t'en veux pas (en duo avec Grégoire) - Da Silva - Frédéric Fortuny
13. Introverti - Sorel/Julie Zenatti -  Sorel
14. L'instant de grâce - E. Anthony - Jérémy Poligné - Julie Zenatti
15. La fille du moi d'avant - Cécile Gabrié/Julie Zenatti - Guillaume Soulan
16. A mon tour - Cécile Gabrié - Guillaume Soulan
17. (inédit) Comme elle te ressemble - Frédéric Volovitch, Olivier Volovitch

Il a été réalisé par Frank Authié (qui a réalisé le premier album de Grégoire, entre autres) et Da Silva (auteur-compositeur qui a contribué à de nombreux albums d'autres artistes français).  
2 titres bonus sont contenus dans une edition speciale : 
- La dernière nuit 
- M'ennuyer avec toi (M.Dulac/Julie Zenatti/E.Anthony/Jérémy Poligné - E.Anthony/Jérémy Poligné) 

## Classement hebdomadaire
| Classement (2015)            | Meilleure position |
| ---------------------------- | ------------------ |
| Belgique (Wallonie Ultratop) | 19                 |
| France (SNEP)                | 13                 |
| Suisse (Schweizer Hitparade) | 70                 |